# باولز

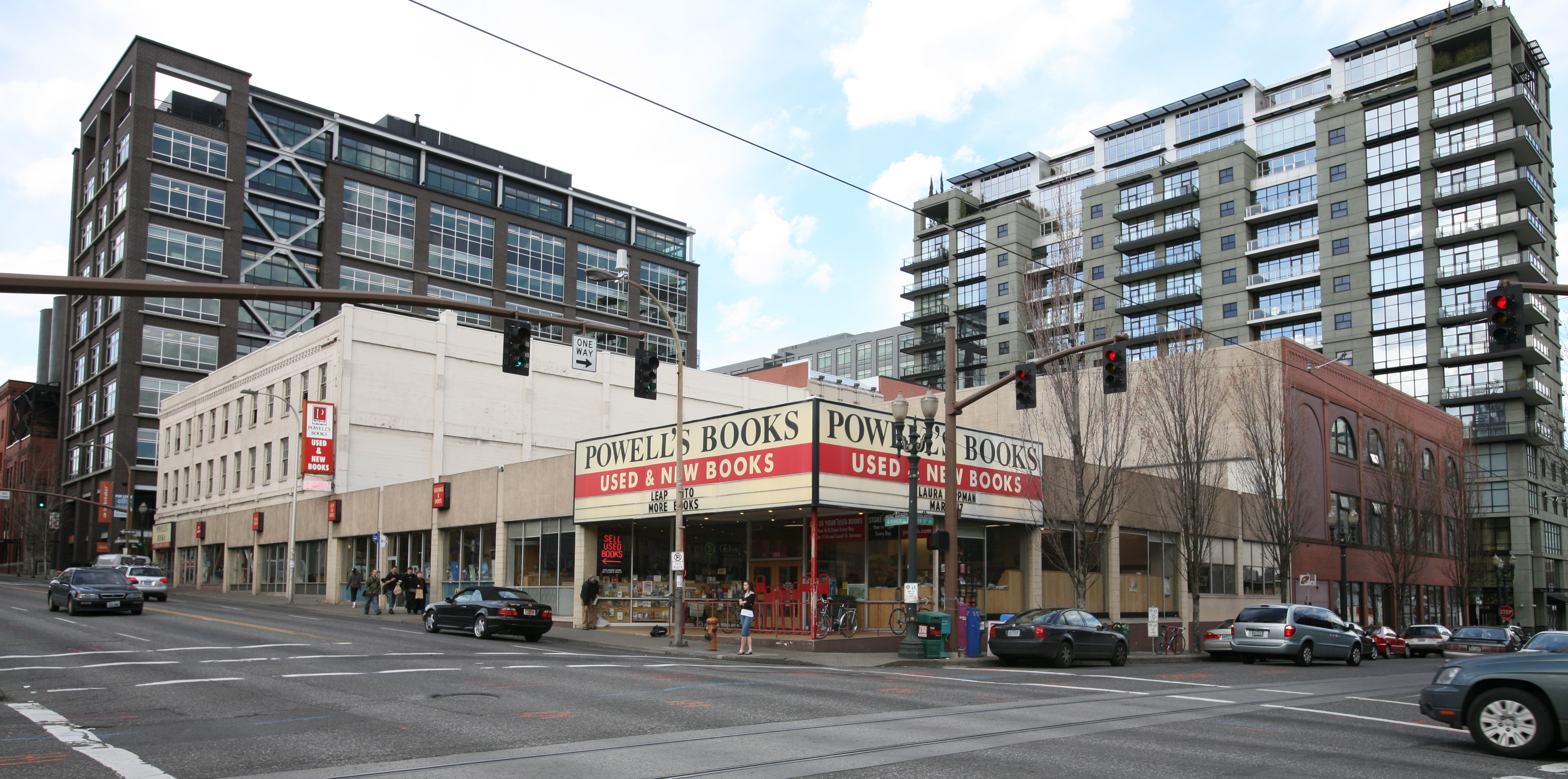

كتب باولز (بالإنجليزية: Powell's Books)‏ هي سلسلة محلات لبيع الكتب في بورتلاند بولاية اوريجون والمنطقة المحيطة بها. مقر باول، أطلق عليها اسم مدينة باول للكتب، يزعم أنه أكبر متجر لبيع الكتب المستقلة الجديدة والمستعملة في العالم.

## تاريخ
أسس والتر باول باولز في عام 1971. بدأ ابنه ، مايكل باول ، مكتبة لبيع الكتب في شيكاغو ، إلينوي ، في عام 1970 والتي تخصصت في الكتب المستعملة والنادرة والمخفضة ، ذات الطبيعة الأكاديمية والعلمية في المقام الأول. في عام 1979 ، انضم مايكل باول إلى والده في بورتلاند ، مباشرة بعد أن لم يُعرض على متجر والده تجديد عقد الإيجار ؛ في غضون عام ، وجدوا الموقع الذي أصبح مقره الحالي. اشترى مايكل المكتبة من والده عام 1982.
في عام 1984 افتتح باولز أول متجر فرعي له ، في مركز تسوق في الضواحي يُدعى Loehmann's Plaza (أعيدت تسميته لاحقًا Cascade Plaza)، بالقرب من ميدان واشنطن . لم يكن الفرع الجديد نسخة طبق الأصل من موقع مدينة الكتب ؛ كان باول قلقًا من أن الحي "الحاد" لموقع مقره الرئيسي كان يحد من قاعدة عملائه ، لذلك كان المتجر الجديد "فاخرًا إلى حد ما" برفوف بيضاء وأرضية قرميدية ولافتات فوق الممرات. كان حجمه أيضًا أربعة أضعاف حجم مكتبة السلسلة النموذجية.
تم إنشاء مكتبة السفر في عام 1985 في ساحة محكمة بايونير، وتبع ذلك متاجر أخرى ، واحدة في السنة للسنوات القليلة المقبلة. بحلول أوائل التسعينيات ، كانت مكتبات باول جزءًا من عودة ظهور المكتبة المستقلة ، والتي حققت مجتمعة 32 بالمائة من مبيعات الكتب في الولايات المتحدة أغلق متجر السفر في عام 2005.
أسست باول وجودها على الإنترنت في عام 1993 ، بدءًا من الوصول عبر البريد الإلكتروني وبروتوكول نقل الملفات إلى مكتبتها الفنية. وقد توسعت منذ ذلك الحين لتشمل الأدب الخيالي والأنواع الأخرى كموقع للتجارة الإلكترونية التقليدية. تم إنشاء موقع الويب الخاص بهم في عام 1994 ، قبل أمازون ، وساهم بشكل كبير في نمو السلسلة مؤخرًا.
نما موقع مدينة الكتب إلى حجمه الحالي بعد التوسع الذي تم افتتاحه في عام 1999 ؛ تضمنت مدخلًا جديدًا مواجهًا لمنطقة اللؤلؤة والذي ظهر فيه "عمود الكتب" ، وهو نحت من الحجر الرملي على طراز تينينو يصور كومة من ثمانية من أعظم الكتب في العالم ، على قاعدة بها نقش "اشتر الكتاب ، اقرأ الكتاب ، واستمتع كتاب بيع الكتاب "باللاتينية. للسنة المنتهية في يونيو 2000 ، بلغت عائدات باول 41.8 مليون دولار.

### القرن الحادي والعشرين
في عام 2002 ، تم تصنيف باولز من قبل يو إس إيه توداي كواحد من أفضل 10 مكتبات بيع في أمريكا.
في يناير 2008 ، أعلن باول عن خطط لتوسيع وسط مدينة الكتب بإضافة طابقين إلى الركن الجنوبي الشرقي من المتجر. كان التوسع بسبب إضافة ما لا يقل عن 10,000 قدم مربع (930 م2) من مساحات التجزئة الجديدة. دعت الخطط المقدمة إلى لجنة التصميم في بورتلاند في نوفمبر 2008 إلى إنشاء حديقة على السطح فوق الإضافة الجديدة و "مكعب فني" فوق المدخل الرئيسي المعاد تصميمه.
في مارس 2010، أكد مايكل باول خططًا لتسليم إدارة الشركة إلى ابنته إميلي اعتبارًا من يوليو. في نفس الشهر ، أعلنت باول أنها ستغلق مكتبتها الفنية في نورث بارك بلوكز، حيث ستنقل أقسامها الخاصة بالرياضيات والعلوم والحوسبة والهندسة والبناء والنقل إلى "مبنى كتب باول 2" عند زاوية شارع 10 وشارع الأريكة ، بالقرب من الموقع الرئيسي لمدينة الكتب ؛ كان الدمج استجابةً لانخفاض لمدة خمس سنوات في مبيعات الكتب الفنية التقليدية لصالح المبيعات عبر الإنترنت.
في أكتوبر 2010 ، أعلنت باول أنها اشترت 7000 كتاب من مكتبة الكاتبة آن رايس. عرض باولز 'نسخ الجمعية هذه على موقعه على الإنترنت. تم الكشف عن المكتبة كعضو مستأجر لخدمة جوجل بلاي كتب عندما تم الإعلان عن الأخبار بواسطة جوجل في 6 ديسمبر 2010.
في يونيو 2011 ، شارك باول في عروض جوجل خلال الشهر الأول من تشغيل تلك الخدمة ؛ وفقًا لـ تك كرانش — التي وصفت المكتبة بأنها "مؤسسة بورتلاند" — "تم بيع 5000 قسيمة باولز في غضون ساعات" ، مما يجعلها "الصفقة الأكثر شعبية في الشهر".
بدءًا من مايو 2012، بدأت باولز في إتاحة الوصول إلى الكتب المطبوعة حسب الطلب عبر مطبعة إسبريسو.
في أوائل عام 2013، أعلنت إميلي باول أن ميريام سونتز ، رئيس العمليات في الشركة ، ستتولى منصب الرئيس التنفيذي.
في أواخر عام 2014، تم إغلاق "مبنى كتب باول 2" وتم نقل الكتب الفنية في ذلك الموقع إلى موقع مدينة الكتب الرئيسي.
تقاعد الرئيس التنفيذي ميريام سونتز في يناير 2019. تظل إميلي باول رئيسة ومالكة.